# Titane (phim)
Titane là một bộ phim điện ảnh thể loại giật gân–kinh dị thể xác  do Julia Ducournau làm đạo diễn kiêm tác giả kịch bản. Phim có sự tham gia diễn xuất của Agathe Rousselle, Vincent Lindon, Garance Marillier và Laïs Salameh. Đây là một tác phẩm hợp tác sản xuất của Pháp và Bỉ.
Phim có buổi công chiếu ra mắt toàn thế giới tại Liên hoan phim Cannes vào ngày 13 tháng 7 năm 2021, và Ducournau đã trở thành nữ đạo diễn thứ hai trong lịch sử đoạt Cành cọ vàng và người phụ nữ đầu tiên một mình đoạt danh hiệu này. Sau đó phim được hãng Diaphana Distribution phát hành tại Pháp vào ngày 14 tháng 7 năm 2021.

## Nội dung
Alexia và gia đình cô gặp phải tai nạn ô tô, chấn thương từ vụ tai nạn khiến cô phải gắn một chiếc đĩa titan vào đầu. Sau khi hồi phục, cô tách biệt cha mẹ để dành tình yêu cho xe hơi. Khi lớn lên, Alexia vẫn say mê những chiếc xe, và diễn vẻ gợi cảm giống như gái bán dâm tại một triển lãm xe máy, để lộ vết sẹo trên đầu cũng như hình xăm tục tĩu trên ngực. Là diễn viên trưng sắc gợi cảm nhất, cô được cả hai giới săn đón, song lại hành hung một cổ động viên nam; gu tình ái yêu thích của cô là những chiếc xe, để rồi mang bầu một thai nhi lai, bụng cô nhanh chóng phồng lên. Bị truy nã vì tội tấn công đàn ông, Alexia tiếp tục chạy trốn và lấy danh tính nam giới, vừa cắt bỏ tóc của mình và băng che ngực, vừa cố làm sảy cái thai trong bụng mình. Cô tự làm gãy mũi để có ngoại hình gần giống với một cậu nhóc tên là Adrien – người đã mất tích 10 năm qua, rồi cô tự giới thiệu mình với cha của cậu bé là Vincent, sau đó được ông này vui vẻ chấp nhận câu chuyện mà cô kẻ. Các đồng nghiệp của ông tại trạm cứu hỏa thì ít bị thuyết phục hơn, song cho phép Vincent siêu nam tính trút những tật xấu của ông lên Alexia thay cho họ, ngay cả khi giới tính của cô trở nên mập mờ hơn.

## Diễn viên
- Agathe Rousselle vai Alexia/Adrien
- Vincent Lindon vai Vincent
- Garance Marillier vai Justine
- Laïs Salameh as Ryanne
- Dominique Frot
- Myriem Akheddiou
- Rahim-Silvioli Mehdi

## Sản xuất
Tháng 9 năm 2019, Vincent Lindon và Agathe Rousselle được cho là đã gia nhập dàn diễn viên của bộ phim, với Julia Ducournau làm đạo diễn phim từ kịch bản mà cô chắp bút. Neon là đơn vị nắm quyền phân phối tác phẩm tại Mỹ.
Quá trình quay phim chính bắt đầu vào tháng 9 năm 2020. Lúc đầu phim dự kiến bắt đầu đi vào sản xuất vào tháng 4 năm 2020, nhưng đã bị hoãn do đại dịch COVID-19.

## Phát hành
Tháng 6 năm 2021, Altitude Film Distribution và Film4 cùng giành quyền phân phối bộ phim. Titane có buổi công chiếu toàn thế giới tại Liên hoan phim Cannes vào ngày 13 tháng 7 năm 2021. Trong phần mở đầu của buổi lễ bế mạc, chủ tịch ban giám khảo Spike Lee được một người nhắc bằng tiếng Pháp rằng hãy tiết lộ "giải đầu tiên" song ông lại nghe nhầm cụm từ thành "giải nhất". Kết quả là ông đã lỡ lời tiết lộ sớm rằng bộ phim đã giật giải Cành cọ vàng, biến Ducournau thành nữ đạo diễn thứ hai giành giải thưởng này.

## Đón nhận
Titane nhận được những nhận xét tích cực từ các nhà phê bình điện ảnh. Phim nhận được tỉ lệ tán thành 95% trên trang web hệ thống tổng hợp kết quả đánh giá Rotten Tomatoes, dựa theo 19 bài đánh giá, qua đó đạt điểm trung bình 7,40/10. Trên chuyên trang phim Metacritic, tác phẩm đạt số điểm 73/100, dựa trên 12 nhà phê bình, "chủ yếu là những nhận xét tích cực".